# Sima Nan
Sima Nan (22 de juny de 1956 -), nom real, es va graduar a l'Escola de Negocis de Heilongjiang, membre del Partit Comunista Xinès.
A la dècada de 1990, va ser conegut per la seva tasca en la lluita contra la pseudociència i per desmascarar les falses pràctiques de qi gong i falsos metges. Posteriorment, va esdevenir actiu en el camp dels comentaris polítics, destacant-se pel seu ferm suport al Partit Comunista Xinès, al pensament de Mao Zedong, així com pel seu fort nacionalisme xinès i les seves actituds antiamericanes. Actualment, és actiu en diverses plataformes de mitjans de comunicació autònoms en línia i està sota contracte amb una agència de MCN.

## Biografia

### Inicis
El 1956, Sima Nan va néixer a la província de Heilongjiang. Després de l'esclat de la Revolució Cultural, va ser enviat al camp com a part del moviment d'"anada a les muntanyes i als pobles". Sima Nan es va unir al Tercer Regiment Independent del Cos de Producció i Construcció de Heilongjiang del Districte Militar de Shenyang. L'any 1977 va ingressar a l'Institut de Comerç de Heilongjiang (actualment la Universitat de Comerç de Harbin) i es va afiliar al Partit Comunista Xinès. Després de graduar-se a la universitat, va treballar com a funcionari, periodista de diari i presentador de programes de televisió.

### Dècada del 1990
El 1993, va fer un cameo a la comèdia de situació 《我爱我家》'T'estimo, casa meva'.
El 1997, com a agent legal del 《工人日报》("Diari dels Treballadors"), va demandar al mestre Shen Chang, guanyant el cas dos anys després.
El 1998, va exposar a Hu Wanlin. Va aprofundir en el seu feu a la muntanya Zhongnan de Shaanxi, on va descobrir que obtenia grans beneficis permetent que els pacients prenguessin grans quantitats de sulfat de magnesi. Va ser atacat en dues ocasions per seguidors de Hu i pacients. En una entrevista, Sima Nan va opinar que Hu Wanlin era una persona patològicament confiada, amb comportaments i paraules molt característiques. Els seus seguidors el veneraven extremadament, cosa que era molt perillosa
El 18 de novembre de 1999, Sima Nan va organitzar una conferència de premsa a la Sala de Ciència i Tecnologia de la Xina amb el mag nord-americà James Randi, on van anunciar un premi de 10 milions de yuans i 1,1 milions de dòlars per a aquells que tinguessin "habilitats psíquiques" i van fer algunes demostracions de màgia que semblaven tenir aquestes habilitats.

### Dècada dels 2000
El 18 de novembre de 1999, Sima Nan va organitzar una roda de premsa amb el mag nord-americà James Randi a l'Acadèmia de Ciències de la Xina, on van anunciar un premi de 10 milions de iuans i 1,1 milions de dòlars per a aquells que demostressin tenir "poders especials" i van fer algunes demostracions de màgia semblants a aquests "poders".
El 17 de març de 2006, el diari Yan Zhao Dushi Bao va publicar un reportatge titulat "El camperol de Lingshou forma als seus fills en habilitats especials i afirma que pot desafiar Sima Nan", on s'indicava que Ma Chengjie, un camperol de 31 anys de comtat de Lingshou a la província de Hebei, va explicar que, gràcies a la seva formació, els seus fills i dues nebodes havien adquirit habilitats especials com reconèixer objectes amb els ulls tapats, llegir i memoritzar textos, i recitar de memòria al revés. El 20 de març, Sima Nan va respondre afirmant que la "lectura amb els ulls tapats" era una tàctica de distracció. El 31 de març, Sima Nan va publicar una carta oberta titulada "Carta oberta de Sima Nan al camperol de Hebei Ma Chengjie" per acceptar el desafiament. El 26 de març, Fang Zhouzi va escriure un article titulat "L'alfabet a l'orella torna a aparèixer", que va ser publicat el 29 de març a Beijing Keji Bao amb el títol "Fang Zhouzi: l'alfabet a l'orella torna a aparèixer, volen desafiar a Sima Nan". En una entrevista el 12 d'abril, després de tapar-se el cap amb una jaqueta, Xiaohong (nom fictici) va fallar en el "funcionament de llegir el diari amb els ulls tancats". El 17 d'abril, Sima Nan va publicar un article a Xinyu Si titulat "Per què he decidit excepcionament acceptar el desafiament?", on va publicar íntegrament el missatge de desafiament. El 24 d'abril, Ma Chengjie va negar tenir superpoders a través de Yan Zhao Dushi Bao, afegint que "ja no anirà a Pequín". Aquest desafiament es va convertir en un tema candent en els mitjans de comunicació i també va ser inclòs a la llista dels "Deu majors enganys científics de la Xina de 2006" publicada per Beijing Keji Bao.
El 17 de març de 2006, Sima Nan va informar al llavors primer ministre Wen Jiabao i altres sobre el projecte de terreny del projecte de l'edifici Minyuan (ara construït com el Guanghua Road SOHO2), on Ren Zhigang va transmetre grans beneficis a Pan Shiyi, la qual cosa va provocar la pèrdua d'actius estatals. Tanmateix, no va rebre una resposta clara. El 2013, Ren Zhigang va negar públicament aquest fet i va insultar a Sima Nan, dient-li que "era pitjor que un porc, una persona dedicada a falsificar i crear rumors, sense llegir llibres ni diaris". El 23 de juliol de 2020, Ren Zhigang va ser expulsat del partit per greus violacions disciplinàries i il·legals. La decisió de la comissió disciplinària inclou la declaració que va "no complir adequadament amb les seves responsabilitats, causant pèrdues importants als actius estatals".

### Dècada dels 2010
Sima Nan, l'abril de 2011, va assistir a un programa de vídeo en línia titulat «Sala d'estar de la joventut d'abril», organitzat per l'abril.com i presentat pel comitè editorial del Global Times en aquell moment, Wang Wen. En aquest programa, Sima Nan i els altres dos presentadors van opinar que el fet que Ai Weiwei es fes famós com a artista es devia al suport de la premsa del sud de la Xina i de l'Occident per les seves opinions 'anti-xineses'. També van dir que "si Ai Weiwei i els seus seguidors guanyen, la Xina serà pitjor". Sima Nan va afegir que Ai Weiwei rebia "diners de l'estranger" per fer política.:
| « | «Amb tretze mil milions de persones, en una situació de límit de recursos tan forta, en un món envoltat de tigres i llops, quan la nació xinesa acaba de començar a pujar després de seixanta anys, nosaltres escoltem el teu, gran barba Ai Weiwei, anem al teu darrere a sortir al carrer i fer política de carrer. Però, els ciutadans xinesos, la seva vida ha millorat? Quin dret tens a fer-ho? Potser els nens t'escolten i se'ls calenta el cap. Però, com jo, un home gran de 50 anys, amb el meu sentit comú, puc jutjar que tu, Ai Weiwei, pots baixar els pantalons i fer la teva art corporal, però la teva política no té fonament. I més encara quan utilitzes diners estrangers per fer aquesta mena de coses, sense cap sentit clar. | » |

Quan la mare d'Ai Weiwei, Gao Ying, va ser entrevistada, va afirmar que si Sima Nan sabia que Ai Weiwei havia comès actes il·legals, hauria d'haver informat l'estat abans, i no esperar que Ai Weiwei fos detingut per la policia i no pogués respondre per llavors començar a “tirar merda”. A més, va dir que Ai Weiwei estava implicat en sospites de deutes, però no tenia ingressos sospitosos de l'estranger. Va demanar a Sima Nan que aportés proves i va afirmar que el seu fill Ai Weiwei era una persona íntegra, que guanyava diners a base de la seva pròpia feina per crear les seves obres d'art, i que, a menys que hi hagués proves suficients que Ai Weiwei hagués rebut diners de l'estranger sense cap contrapartida, no descartaria emprendre accions legals per fer-lo responsable. Ai Weiwei va publicar el número de telèfon i l'adreça de la llar de Sima Nan a Twitter el 20 de novembre de 2011. D'altra banda, algunes persones van declarar que les paraules de Sima Nan, qui va dir que Ai Weiwei "als primers anys no tenia fama, i va passar més de deu anys als Estats Units sense aconseguir res. Però el 2008 va veure un augment sobtat de la seva reputació", eren falses, ja que abans de 2008 Ai Weiwei ja era una figura coneguda al món de l'art xinès, tant pel seu 'Girasols de llavors' com pel seu "carisma personal", que li havia guanyat el respecte de molta gent.
El 20 de gener de 2012, durant un viatge a els Estats Units, Sima Nan va patir un accident en quedar atrapada entre les escales mecàniques i una paret sense cap protecció a l'angle, quedant-li el cap i el coll enganxats. Per aquest motiu, va rebre el sobrenom de "Sima Cap atrapada". Durant aquest viatge als Estats Units, com que Sima Nan és conegut per les seves opinions extremadament antiamericanes i contra els valors occidentals, va ser objecte de moltes burles a Internet.A mitjans de febrer de 2012, després de la seva recuperació, Sima Nan va tornar a la Xina i va acceptar entrevistes amb els mitjans, expressant el seu descontentament amb les difamacions que s'havien escampat per Shenzhen TV. A mitjans de març, en diverses entrevistes, va subratllar que les afirmacions que des de gener de 2012 se li havien atribuït, com ara "guerriller antiamericana", "dient que ‘lluitar contra els Estats Units és el seu treball i viure als Estats Units és la seva vida’", "el trasllat de béns familiars", "canvis en el matrimoni", "fugida al país" i "acceptar fons de certs personatges polítics", eren falses. Va declarar que no fomentava discursos nacionalistes antiamericans ni la resistència contra l'esperit americà,i va afegir que recentment els seus comentaris havien estat subjectes a restriccions oficials i a eliminacions intencionades.
El 7 d'octubre de 2012, Sima Nan va ser agredit amb una sabata mentre feia una conferència a la Universitat de Hainan, per part d'un home que es va identificar com a estudiant de la universitat. Posteriorment, l'individu que va llançar la sabata va ser traslladat per diversos agents de seguretat.
Al juliol de 2013, es va revelar el 'mestre de qigong' Wang Lin, provocant un gran debat a la xarxa.
El juny de 2017, Sima Nan va ser contractat com a professor per l'Escola d'Educació Continuada de la Universitat del Poble de la Xina, la qual cosa va generar un fort descontentament entre els antics alumnes. Tres dies després, la universitat va emetre una ordre de destitució.

### Dècada dels 2020
El novembre de 2021, Sima Nan va publicar set vídeos consecutius qüestionant el grup Lenovo sobre la venda de béns de l'estat a preus baixos, el risc d'insolvència, el gran control de la companyia per part de Pansea Holdings, i el fet que la majoria de la seva alta direcció sigui estrangera.
A l'agost de 2022, es va revelar que Sima Nan havia comprat una casa a Califòrnia, EUA, per 257.000 dòlars el 2010, i fins al 2022 el seu valor havia augmentat fins als 580.000 dòlars. Sima Nan va gravar un vídeo al seu microblog personal en què va admetre que això era cert, però va afegir que no tenia la targeta verda, la casa era gestionada per altres persones i que la seva família no hi vivia. Després va afegir que la societat i el govern dels Estats Units eren diferents, i que no era necessari ser extremadament anti-americà. També va dir que Hu Xijin li havia donat suport, afirmant que invertir als EUA no era il·legal i era un dret personal. En una entrevista amb els mitjans, Gao Yu va comentar que Hu Xijin i Sima Nan eren com els "intellectuels públics" de la Xina, però aquest "intellectu públic" era una expressió amb cometes, ja que no formaven part dels "intellectuales públics" que actualment estan vetats. Sima Nan va invertir en la compra de casa als EUA, va portar la seva dona i fills allà, mentre que a la Xina continuava fingint ser un patriota per enganyar els internautes i influir en l'opinió pública.
El 20 d'agost, els seus comptes de Weibo, Toutiao, Bilibili i Douyin van ser repentinament suspesos. Després de ser suspès, l'última actualització dels seus comptes va quedar registrada al voltant de les 17 hores del 19 d'agost, ja que el seu últim vídeo abans de la suspensió va ser una denúncia davant el Ministeri de Seguretat Pública i l'Oficina Nacional d'Informació sobre la Xarxa, acusant Lenovo de "manipular l'opinió pública amb diners". Això va generar àmplies sospites que aquesta suspensió tingués alguna o molta relació amb Lenovo i altres grups capitalistes implicats. No obstant això, com que ni les plataformes ni els responsables oficials van oferir cap explicació sobre la suspensió, no es coneixen els motius exactes. Després de la suspensió a les plataformes de la Xina, se li va permetre continuar publicant vídeos al seu canal de YouTube. La suspensió ha estat aixecada.
El 4 de juliol de 2023, Sima Nan, que sovint critica els Estats Units i la seva política exterior, va participar en un sopar de la Nit de la Independència organitzat per l'ambaixada dels Estats Units a la Xina, el que va generar crítiques per part dels usuaris d'internet. Pocs dies abans d'assistir a aquest sopar, va criticar a les xarxes socials la decisió dels Estats Units de considerar el subministrament de bombes de dispersió controvertides a Ucraïna, qualificant-ho de "crim contra la humanitat".
El 19 de juliol de 2023, es va publicar el document "Opinió del Comitè Central del Partit Comunista de la Xina i el Consell d'Estat sobre la promoció i el desenvolupament de l'economia privada". Després d'això, van començar a aparèixer veus a la xarxa demanant que les autoritats prenguessin mesures contra Sima Nan. A partir del 27 de juliol, els comptes de Sima Nan a la xarxa van deixar d'actualitzar-se durant mig mes.Al novembre de 2024, els comptes de xarxes socials de Sima Nan van ser bloquejats durant un any, tot i que els motius del bloqueig no són clars.
El 21 de març de 2025, l'Oficina d'Inspecció de l'Administració Fiscal de Pequín va informar que, durant el període de 2019 a 2023, Si Ma Nan va evadir impostos, incloent l'impost sobre la renda personal, l'impost sobre el valor afegit i altres, mitjançant la ocultació d'ingressos i declaracions falses, amb un total de 462,43 milions de iuans (RMB). A més, l'empresa controlada per Si Ma Nan, un centre de planificació cinematogràfica de Pequín, va reduir l'import de l'impost sobre societats en 75,32 milions de iuans mitjançant la inflació de costos i despeses i l'aprofitament indegut de les polítiques d'incentius per a petites i mitjanes empreses. L'oficina fiscal va exigir a Si Ma Nan i a la seva empresa el pagament dels impostos no abonats, amb càrrecs per interessos moratoris i multes per un total de 926,94 milions de iuans, que ja han estat ingressats íntegrament.En respondre als mitjans, Si Ma Nan va dir que "baixaria el cap, reconeixeria el seu delicte, faria una reflexió sincera i no demanaria perdó".

## Postura política
Sima Nan defensa el nacionalisme xinès i la ideologia de Mao Zedong, ha publicat diverses vegades articles a les plataformes Uyouzhixiang i Qiangguo Forum per criticar els valors universals,expressant el seu suport al model de Chongqing. És conegut com a un extremista d'esquerres o un nou esquerrà. Al gener de 2013, Sima Nan va participar en el programa 'Diàleg de Focus' de la VOA (Veu d'Amèrica), on Chen POKONG va assenyalar que aquest tipus de marxistes xinesos són molt similars a l'extrema dreta japonesa, ja que defensen el retorn al passat, l'extremisme xenòfob, el respecte a la monarquia, la resistència contra Europa, Amèrica i l'Occident, així com contra els valors universals. Sima Nan va respondre immediatament que no es considera un esquerrà, i es va autodefinir com a 'patriota i màxim defensor dels interessos de la nació xinesa'.
Segons el que ha dit Sima Nan, la seva posició política ha passat per un procés de transformació. Abans de ser elegit com a representant del Parlament, Sima Nan creia que la democràcia "era gairebé perfecta i sense defectes", però aquesta experiència li va fer pensar que "si la Xina segueix el model de democràcia occidental de manera cegament rígida, sense tenir en compte la seva pròpia realitat, segur que el país acabarà en un gran caos".
A l'abril de 2012, Sima Nan, convidat per la República Popular Democràtica de Corea, va participar en la celebració del centenari del naixement de Kim Il-sung. Va ser convidat per les autoritats nord-coreanes a pujar a la plataforma per observar la cerimònia, i després de la cerimònia, va participar en una gran festa de dansa a la Plaça Kim Il-sung. Després de marxar de Corea del Nord, en una entrevista amb Time Weekly, Sima Nan va afirmar: "Avui, el poble nord-coreà ha pres la decisió de desenvolupar les dues bombes i un satèl·lit, i això és coherent amb l'esperit de la Xina dels anys 60." En una entrevista amb l'agència de notícies sud-coreana Yonhap, va dir: "L'ascendència de la muntanya Paektu és més fàcilment acceptada per la gent que el marxisme-leninisme", i va afegir: "L'ascendència de la muntanya Paektu en política pot coexistir amb les reformes econòmiques i l'obertura, igual que el sistema monàrquic saudita o el sistema imperial japonès poden coexistir amb l'economia de mercat."
"De juny a juliol de 2011, Sima Nan va viatjar diverses vegades a Chongqing per reunir-se amb el vicealcalde i director de la policia de Chongqing, Wang Lijun, i va declarar que 'Chongqing és l'esperança del socialisme a la Xina'. Després de l'incident de Bo Xilai el 2012, Sima Nan va expressar a Weibo que Bo Xilai era una persona 'molt elegant', i va afegir que 'aquest comportament segurament farà sentir incòmodes a moltes persones'. Posteriorment, en una entrevista amb la Voice of America, Sima Nan va continuar mostrant simpatia per la manera de governar de Chongqing i per les polítiques de 'cantar vermell i lluitar contra el crim', afirmant que tenia 'energia positiva'. Després de la proposta del 'Somni Xinès' per part de Xi Jinping el 2013, Sima Nan va concedir una entrevista exclusiva a CCTV on va afirmar: 'Conseguir el "Somni Xinès" és el màxim consens dels 1.300 milions de xinesos, i també el somni de segles de diverses generacions de xinesos.'"

## Obres

### Cinema i Televisió
| Any    | Nom en xinès     | Personatge             | Actor col·laborador  | Director       | Observacions |
| ------ | ---------------- | ---------------------- | -------------------- | -------------- | ------------ |
| 1992年 | 《我爱我家》     | 司马大师               | 宋丹丹、杨立新、梁天 | 英达           |              |
| 1995年 | 《爸爸》         | 气功大师               | 冯小刚               | 王朔           |              |
| 1997年 | 《老窦酒吧》     | 他自己                 | 窦文涛、叮当         |                |              |
| 1999年 | 《大赢家》       | 总经理                 | 刘沙白               |                |              |
| 2007年 | 《高考一家亲》   | 中国社科院历史所研究员 |                      |                |              |
| 2009年 | 《派出所的故事》 | 迟临风                 | 姜超、毛孩           | 洪剑涛         |              |
| 2009年 | 《徐悲鸿》       | 岩下次郎               | 刘晓庆、吴刚、葛存壮 | 王好为、李晨声 |              |
| 2009年 | 《投资》         | 胡腾                   | 李琦                 | 盛石头         |              |
| 2009年 | 《梦想在你身边》 | 老罗                   | 方青卓               | 江小鱼         |              |
| 2011年 | 《抬头见喜》     | 孙主任                 | 张国立、洪剑涛       | 李三林         |              |

### Llibres
- 《民主胡同40条》.  经济科学出版社, 2011年, p. 400. ISBN 9787514101522.
- 《神功内幕》.
- 《太乙宫黑幕》.
- 《司马白话》.